# Municipio 4 Yeopim
El municipio 4 Yeopim (en inglés: Township 4, Yeopim) es un municipio ubicado en el  condado de Chowan en el estado estadounidense de Carolina del Norte. En el año 2010 tenía una población de 2.085 habitantes.

## Geografía
El municipio 4 Yeopim se encuentra ubicado en las coordenadas 36°3′1.58″N 76°30′11.77″O / 36.0504389, -76.5032694.